# Lijn 12 (metro van Shanghai)
Lijn 12 is een lijn van de metro van Shanghai. De lijn loopt van noordoost naar zuidwest, van Jinhai Road in het stadsdeel Pudong naar Qixin Road in het stadsdeel Minhang.
Het eerste deel van Tiantong Road naar Jinhai Road opende op 29 december 2013, een eerste trajectverlening met extra stations tot Qufu Road werden in gebruik genomen op 10 mei 2014. De tweede en tot 2020 laatste uitbreiding met de overige stations openden op 19 december 2015. De lijn is groen gekleurd op systeemkaarten. Sinds de laatste uitbreiding in december 2015 heeft lijn 12 de meeste knooppunten van alle andere metrolijnen in de metro van Shanghai. Volgens de projectplanning eind 2020 wordt de lijn nog verweven met twee nieuwe metrolijnen, die extra overstapstations zullen bieden, met name lijn 15 en lijn 18.
Tot de overstappunten behoren onder meer de metrostations Caobao Road (lijn 1), Longcao Road (lijn 3), Damuqiao Road (lijn 4), South Shaanxi Road (lijnen 1 en 10), West Nanjing Road (lijnen 2 en 13), Hanzhong Road (lijnen 1 en 13) en Dalian Road (lijn 4)